# Cyril Directie
Cyril Directie (1970) is een Nederlands drummer.
Directie speelde slagwerk in de televisieprogramma's Padoem Patsss (2015-2017) en Spaanders (2021).
Directie speelde als drummer in de Nederlandse rockformatie KANE.